# Гашкевич, Николай Яковлевич
Николай Яковлевич Гашкевич (1877 — ?) — русский военный деятель, полковник. Герой Первой мировой войны.

## Биография
Уроженец Риги. В 1898 году после окончания Константиновского артиллерийского училища по I разряду произведён в подпоручики и выпущен в 25-ю артиллерийскую бригаду. С 1904 года участник Русско-японской войны, в составе своей бригады, в боях под Мукденом был тяжело ранен.
С 1909 года в штабс-капитан, с 1912 года капитан. С 1914 года участник Первой мировой войны, подполковник, с 1915 года командир 2-й батареи 25-й артиллерийской бригады. Высочайшим приказом от 21 октября 1915 году на основании Георгиевского статута произведён в полковники. С 1916 года командир 2-го дивизиона 9-й Сибирской стрелковой артиллерийской бригады и  11-го легкого мортирного артиллерийского дивизиона.

Высочайшим приказом от 13 октября 1914 года за храбрость награждён орденом Святого Георгия 4-й степени:
За то, что в бою 4-го августа 1914 года под Бильдервейтшеном, командуя батареей, нанес неприятелю сильнейший урон, благодаря чему, по свидетельству самой пехоты, ей возможно было захватить 7 орудий, 12 задних ходов зарядных ящиков, а затем оказал помощь дальнейшему наступлению пехоты, выбивая неприятеля из занятых им окопов, чем значительно способствовал общему успеху

Высочайшим приказом от 10 ноября 1915 года за храбрость награждён Георгиевским оружием: 
За то, что  в бою под с. Варшлеген 3-го ноября 1914 года, выехав на позицию у самой д. Каршамупхен и стреляя на прицеле 35, выбил немцев из окопов, полукольцом окружавших д. Варшлеген, чем позволил своей пехоте продвинуться вперёд и занять эту сильную позицию противника и жестоко поражал его при отступлении. В этом бою командирский наблюдательный пункт находился под действительным ружейным огнём неприятеля
После Октябрьской революции остался в России, проживал в Москве. 7 марта 1921 года по политическим мотивам был арестован органами ВЧК. 25 апреля 1921 года дело было прекращено и Н. Я. Гашкевич был освобождён. В 2004 году был реабилитирован прокуратурой города Москвы.

## Награды
- Орден Святой Анны 4-й степени (ВП 29.10.1906)
- Орден Святого Станислава 3-й степени с мечами и бантом (1906)
- Орден Святой Анны 3-й степени (ВП 06.06.1914)
- Орден Святого Георгия 4-й степени (ВП 09.09.1915)
- Георгиевское оружие (ВП 10.06.1915)
- Орден Святого Владимира 4-й степени с мечами и бантом (ВП 29.03.1916)
- Орден Святого Станислава 2-й степени с мечами (ВП 03.08.1916)
- Орден Святой Анны 2-й степени с мечами (ВП 21.01.1917[4])